# Intelsat 35e
O Intelsat 35e (IS-35e) é um satélite de comunicação geoestacionário construído pela Boeing Satellite Systems que foi colocado na posição orbital de 34,5 graus de longitude leste e é de propriedade da Intelsat. O satélite foi baseado na plataforma BSS-702MP e sua expectativa de vida útil é de 15 anos.

## História
A Intelsat SA contratou em julho de 2014, a Boeing Satellite Systems para construir o satélite Intelsat 33e (IS-33e) como o primeiro de um novo pacote de quatro satélites.
O satélite tem uma alta taxa de transferência em carga de banda C e Ku para o sistema Intelsat EpicNG. A carga é alimentada por duas asas solares, cada um com quatro painéis de células solares de tripla junção de arsenieto de gálio com células ultra-solares.
O Intelsat 35e também tem a missão de substituir o satélite Intelsat 903, que foi lançado em março de 2002.

## Lançamento
O satélite foi lançado com sucesso ao espaço em 5 de julho de 2017, 23:38 UTC, por meio de um veículo Falcon 9 Full Thrust da empresa estadunidense SpaceX, a partir do Centro Espacial John F. Kennedy na Flórida, EUA. Ele tinha uma massa de lançamento de 6.761 kg.

## Capacidade
O Intelsat 35e está equipado com uma caga útil de banda C e 39 transponders de banda Ku para fornecer serviços EpicNG.